# Gabriel Venet
Pour les articles homonymes, voir Venet.
Albert Gabriel Venet, né le 31 juillet 1884 à Saint-Quentin (Aisne), et mort le 29 octobre 1954 à Neuilly-sur-Seine (Hauts-de-Seine), est un peintre français.

## Biographie
Gabriel Venet naît au no 12 de la petite rue des Suzannes à Saint-Quentin, ses parents étant Charles Quentin Albert Venet, licencié en droit (né en 1853) et son épouse née Aglaé Marie Julie Geneste, sans profession (née en 1858).
Une grave maladie contractée à l'âge de dix-huit ans compromet son projet initial de se présenter à l'École spéciale militaire de Saint-Cyr. Son orientation vers la peinture sera quant à elle définitive, malgré la première Guerre mondiale qui lui fera perdre une grande partie de l'usage de son œil gauche.
Élève du peintre Louis-François Biloul, Gabriel Venet peint des portraits (datés à partir de 1903), des natures mortes et des paysages de Picardie, de Paris, de Bretagne (1937), de Bourgogne. Il épouse Marie Céline Taisne le 23 juin 1923 en la mairie du seizième arrondissement de Paris.

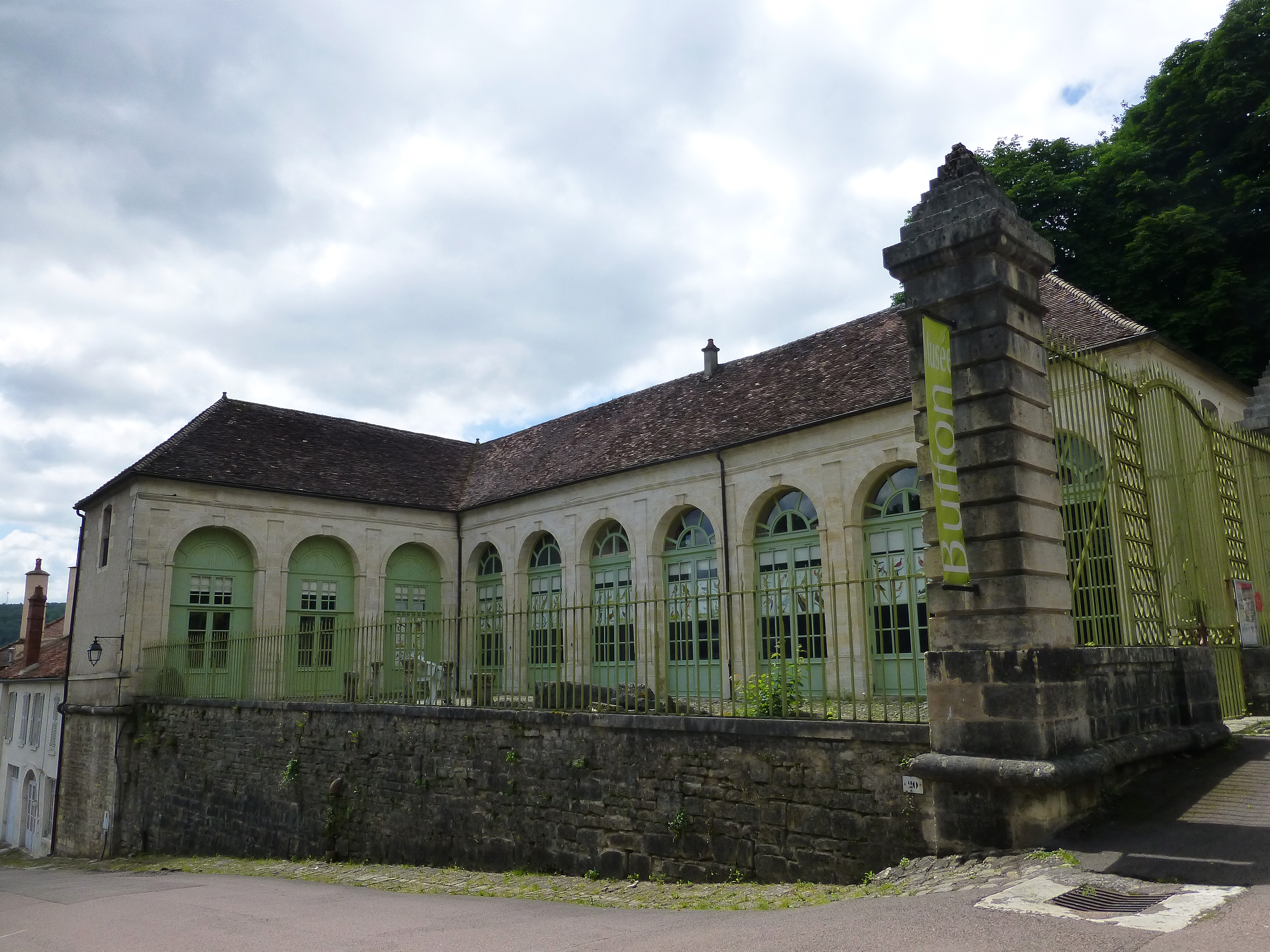
musée Buffon, Montbard

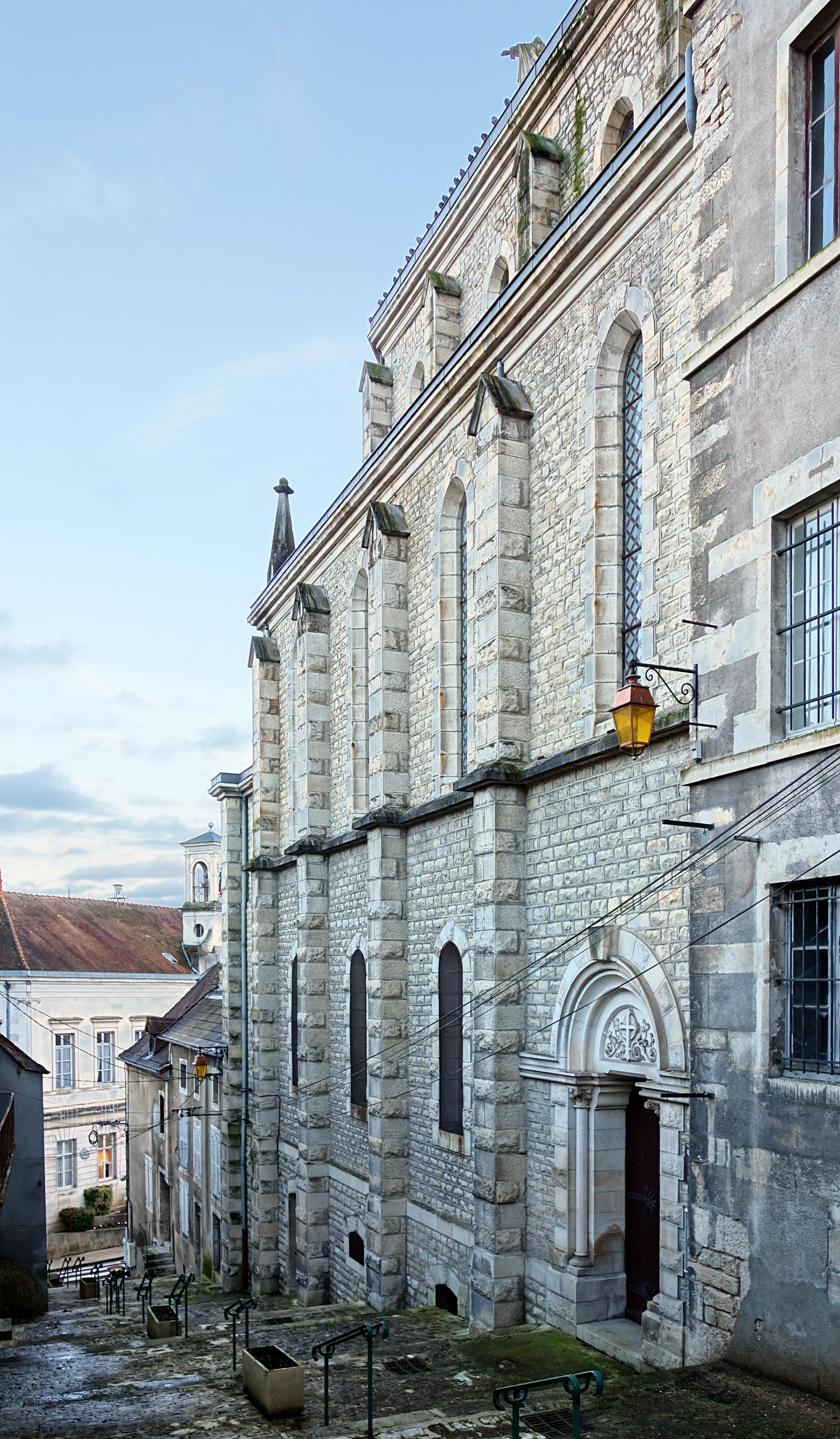
Chapelle des Ursulines, Montbard

Gabriel Venet fonde en 1938 - il réside alors dans le village de Buffon (Côte-d'Or), près de Montbard - le musée des Beaux-Arts de Montbard dont il est le premier conservateur, y constituant, grâce à des donations de ses contemporains parmi les artistes (comme les peintres Yves Brayer, Ernest Boguet, Chantal Quenneville, Louis Arnoux ou le sculpteur Eugène Guillaume) mais aussi grâce à sa générosité personnelle, une collection initiale d'environ soixante œuvres,,. L'histoire du musée des beaux-arts, telle que vécue par Gabriel Venet, est encore étroitement liée à celle du musée Buffon : l'artiste trouve dans un premier temps à installer cette nouvelle collection dans l'une de ses pièces, avant que la Seconde Guerre mondiale ne l'amène à la dissimuler dans les remises de la grande Forge de Buffon, puis à la faire revenir à Montbard, dans les annexes de la maison Gibez (proche de la gare) en 1946, enfin au musée Buffon en 1953. Ce n'est qu'en 1980 que le musée des Beaux-Arts sera transféré dans l'ancienne chapelle des Ursulines.
Gabriel Venet meurt le 29 octobre 1954 à Neuilly-sur-Seine. Son atelier du no 73 boulevard de Clichy, est dispersé par Paul Renaud, commissaire-priseur à Paris, le 2 avril 1979 à l'Hôtel Drouot-Rive gauche (Gare d'Orsay).

## Expositions
Personnelles
- Galerie Armand Drouant, Paris, 1928[10], 1931.
- Hôtel de l'Écu, Montbard, 1943 (avec Ernest Boguet).

Collectives
- Salon des artistes français, à partir de 1923 (en était encore exposant en 1952).
- Salon des indépendants, Paris, 1928 : La Rue crayeuse ; Le Nid de verdure, 1938[11],[12].
- Société des amis des arts de Bordeaux de 1927 à 1935

## Réception critique
- « Le Salon de la Société des artistes indépendants dont le vernissage a eu lieu hier[13] se tient cette fois encore sur l'esplanade des Invalides […] Que de paysagistes mériteraient mieux qu'une froide citation : Paul-Émile Pissarro, André La Vernède, Raymond Renefer, Eugène Baboulène, Gabriel Venet, Jehan Berjonneau […] » - Raymond Lécuyer[12]
- « Des paysages, des vues de Paris et des portraits tentant d'harmoniser la tradition avec les expériences pointillistes du divisionnisme des tons. » - Gérald Schurr[14]

## Prix et distinctions
- Médaille d'argent, Salon des artistes français de 1923.
- Prix des Paysagistes, Salon des artistes français de 1930[3].
- Prix Rémy-Landeau en 1953[15].
- Chevalier des Palmes académiques[2].
- Rosati d'honneur, Fontenay-aux-Roses, 1950 (avec Marcel Gromaire).
- Chevalier de la Légion d'honneur, décret du 10 février 1951[16]

## Œuvres dans les collections publiques

### Belgique
- Liège, musée des beaux-arts.

### France
- Montbard, musée des beaux-arts : Marine, huile sur toile.
- Dijon, musée des beaux-arts : La Porte d'Auteuil, huile sur toile.
- Caen, musée des Beaux-Arts : L'Église de Saint-Aubin-sur-Mer, huile sur toile.
- Saint-Quentin, musée Antoine-Lécuyer : La Basilique de Saint-Quentin, huile sur toile.
- Amiens, musée de Picardie : Paysage, huile sur toile.
- Fécamp, musée des arts et de l'enfance : Paysage de la Côte d'Or, huile sur toile.
- Paris, Cercle national des armées : Nature morte, huile sur toile.
- Évian-les-Bains, mairie : Échafaudage, huile sur-toile.
- Honfleur, lycée municipal Albert-Sorel : Village au soleil, huile sur toile.

### Œuvre perdue
- Hôtel de ville de Valenciennes, Intérieur rustique, tableau détruit dans le grand incendie de 1940[2].

### Bibliographie

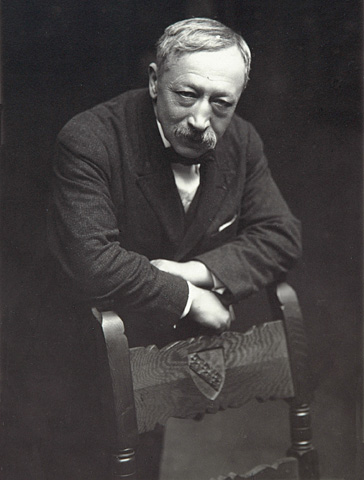
Gustave Kahn